# Municipio de Normal (Illinois)
El municipio de Normal (en inglés: Normal Township) es un municipio ubicado en el condado de McLean en el estado estadounidense de Illinois. En el año 2010 tenía una población de 52560 habitantes y una densidad poblacional de 635,05 personas por km².

## Geografía
El municipio de Normal se encuentra ubicado en las coordenadas 40°32′11″N 88°59′6″O / 40.53639, -88.98500. Según la Oficina del Censo de los Estados Unidos, el municipio tiene una superficie total de 82.77 km², de la cual 82.6 km² corresponden a tierra firme y (0.19%) 0.16 km² es agua.

## Demografía
Según el censo de 2010, había 52560 personas residiendo en el municipio de Normal. La densidad de población era de 635,05 hab./km². De los 52560 habitantes, el municipio de Normal estaba compuesto por el 85.11% blancos, el 8.11% eran afroamericanos, el 0.15% eran amerindios, el 3.17% eran asiáticos, el 0.04% eran isleños del Pacífico, el 1.1% eran de otras razas y el 2.3% pertenecían a dos o más razas. Del total de la población el 4.06% eran hispanos o latinos de cualquier raza.